# Mladenovac (dorp)
Mladenovac (Servisch: Младеновац) is een plaats in de Servische gelijknamige gemeente Mladenovac. De plaats telt 1539 inwoners (2002).